# Дебуа, Надин
Надин Дебуа (фр. Nadine Debois; род. 25 сентября 1961, VI округ Парижа) — французская легкоатлетка, специалистка по бегу на короткие и средние дистанции, прыжкам в длину, многоборьям. Выступала на профессиональном уровне в 1979—1988 годах, многократная чемпионка Франции, победительница и призёрка ряда крупных международных стартов, участница летних Олимпийских игр в Сеуле.

## Биография
Надин Дебуа родилась 25 сентября 1961 года в Париже, Франция.
Впервые заявила о себе в лёгкой атлетике на международном уровне в сезоне 1979 года, когда вошла в состав французской сборной и выступила на юниорском европейском первенстве в Быдгоще, где в зачёте пятиборья закрыла десятку сильнейших.
Будучи студенткой, в 1981 году представляла Францию на Всемирной Универсиаде в Бухаресте — в семиборье набрала 5449 очков, став десятой.
В 1985 году выиграла чемпионат Франции в прыжках в длину, в рамках финала B Кубка Европы по легкоатлетическим многоборьям в Арле стала второй, установив при этом свой личный рекорд в семиборье — 6242 очка.
В 1986 году одержала победы на зимнем чемпионате Франции в беге на 400 метров и в пятиборье, выступила на чемпионате Европы в помещении в Мадриде — в дисциплине 800 метров в финал не вышла, тогда как в прыжках в длину стала восьмой. На чемпионате Европы в Штутгарте с суммой 5956 заняла 12-е место в семиборье.
В 1987 году в прыжках в длину была восьмой на чемпионате Европы в помещении в Льевене. Выиграв чемпионат Франции в семиборье, на Кубке Европы в Арле стала шестой в личном зачёте семиборья и тем самым помогла соотечественницам выиграть серебряные медали командного зачёта. На чемпионате мира в Риме показала 11-й результат в семиборье и седьмой результат в эстафете 4×400 метров.
Благодаря череде успешных выступлений в 1988 году удостоилась права защищать честь страны на летних Олимпийских играх в Сеуле — в финале эстафеты 4×400 метров вместе с соотечественницами показала время 3:29.37, расположившись в итоговом протоколе соревнований на седьмой строке. По окончании сеульской Олимпиады завершила спортивную карьеру.